# Creu de terme de Granyena de Segarra
|  | Aquest article tracta sobre la creu al municipi de la Segarra. Vegeu-ne altres significats a «Creu de terme de Granyena». |

Creu de terme de Granyena de Segarra és una creu de terme de Granyena de Segarra (Segarra) inclosa a l'Inventari del Patrimoni Arquitectònic de Catalunya.

## Descripció
Creu de terme situada al anomenat Pla de la Creu de l'actual terme de Granyena de Segarra. De factura molt senzilla, segueix els paràmetres establerts pel que fa a l'aixecament de creus monumentals, graonada, sòcol, fust i creu. La graonada és de planta octogonal amb tres graons. Damunt seu s'assenta un sòcol monolític, de secció octogonal i en una de les seves cares presenta, amb incisió l'any d'execució "1760". El fust és el clàssic vuitavat i també monolític. La creu que corona l'estructura és de forja i no correspon a la primitiva, probablement de pedra.

## Història
La creu és el símbol per excel·lència del cristianisme. Aquests monuments cruciformes van ser emprats com a senyal de delimitació o fita d'un lloc, en els límits d'un terme, fet que s'han conegut popularment com a creus de terme. Amb tot el seu ús és molt ampli, les podem trobar en una cruïlla de camins, en un lloc alt i visible.
Moltes creus que coronen aquest monuments han estat sotmeses a l'espoliació o la seva destrucció a ram de la Guerra Civil. En el seu lloc, en molts casos es va optar una altra realitzada amb materials diversos. En el cas de la Creu del Pla. L'estructura de la creu és de ferro forjat i no correspon a la primitiva, que devia ser de pedra i ben esculpida.